# Caussade-Rivière
Caussade-Rivière é uma comuna francesa na região administrativa de Occitânia, no departamento dos Altos Pirenéus. Estende-se por uma área de 6,16 km². Em 2010 a comuna tinha 100 habitantes (densidade: 16,2 hab./km²).